# Porte Saint-Martin (porta)

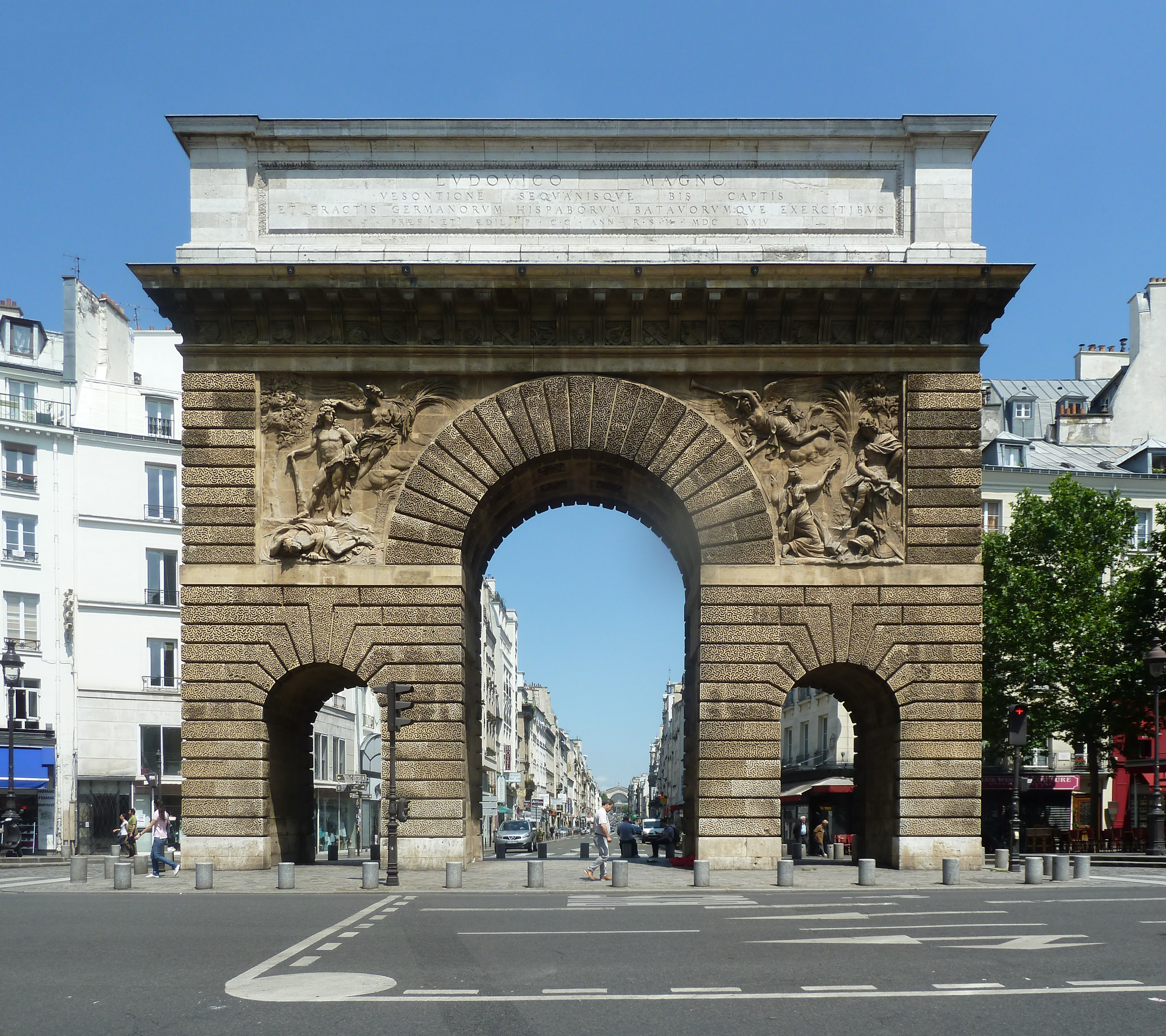
La Porte Saint-Martin

La Porte Saint-Martin è un monumento di Parigi che si trova nel X arrondissement. Dà il nome al quartiere in cui si trova, Porte-Saint-Martin.

## Localizzazione
Si trova all'incrocio dell'asse Saint-Martin (Rue Saint-Martin  e  rue du Faubourg-Saint-Martin) e Grands Boulevards (boulevard Saint-Denis e boulevard Saint-Martin). Nelle vicinanze vi è la stazione   Strasbourg - Saint-Denis delle linee 4, 8 e 9 della metropolitana di Parigi.

## Struttura
La porta è costituita da un arco di trionfo con tre fornici, è alta 17 metri ed è realizzata in pietra calcarea a bugnato, con la parte superiore in marmo. 

### I bassorilievi
Nei due prospetti frontali, ai due lati all'arcata centrale, si trovano quattro bassorilievi, realizzati da quattro artisti diversi. 
Sul prospetto nord, a sinistra, si trova l'Allegoria della presa del Limburgo del 1675, rappresentata da una ragazza seduta accanto a un leone sdraiato, opera di Pierre Legros il Vecchio. A destra, ancora sul prospetto nord, è invece scolpita la Sconfitta dei tedeschi di Gaspard Marsy: Luigi XIV nelle vesti di Marte con lo scudo di Francia respinge l'aquila tedesca per proteggere una fanciulla e un anziano. 
Sul prospetto sud, a sinistra, si trova invece la Rottura della Triplice Alleanza di Étienne le Hongre: Luigi XIV, nei panni di Ercole seminudo, combatte contro Acheloo o Gerione. Il quarto bassorilievo, di Martin van den Bogaert, rappresenta infine la Presa di Besançon: Luigi XIV, vestito come una Fama, sta in piedi davanti a un ulivo e riceve le chiavi della città da una donna.

## Storia
La porta fu costruita nel 1674 da Pierre Bullet (un allievo di François Blondel, autore della vicina Porta di Saint Denis) su ordine di Luigi XIV, che volle così celebrare le sue vittorie sul Reno e nella Franca contea. Fu inserita fra i monumenti storici nel 1862 da Prosper Mérimée. È dedicata a Martino di Tours.